# 2 de março
2 de março é o 61.º dia do ano no calendário gregoriano (62.º em anos bissextos). Faltam 304 dias para acabar o ano.

## Eventos históricos

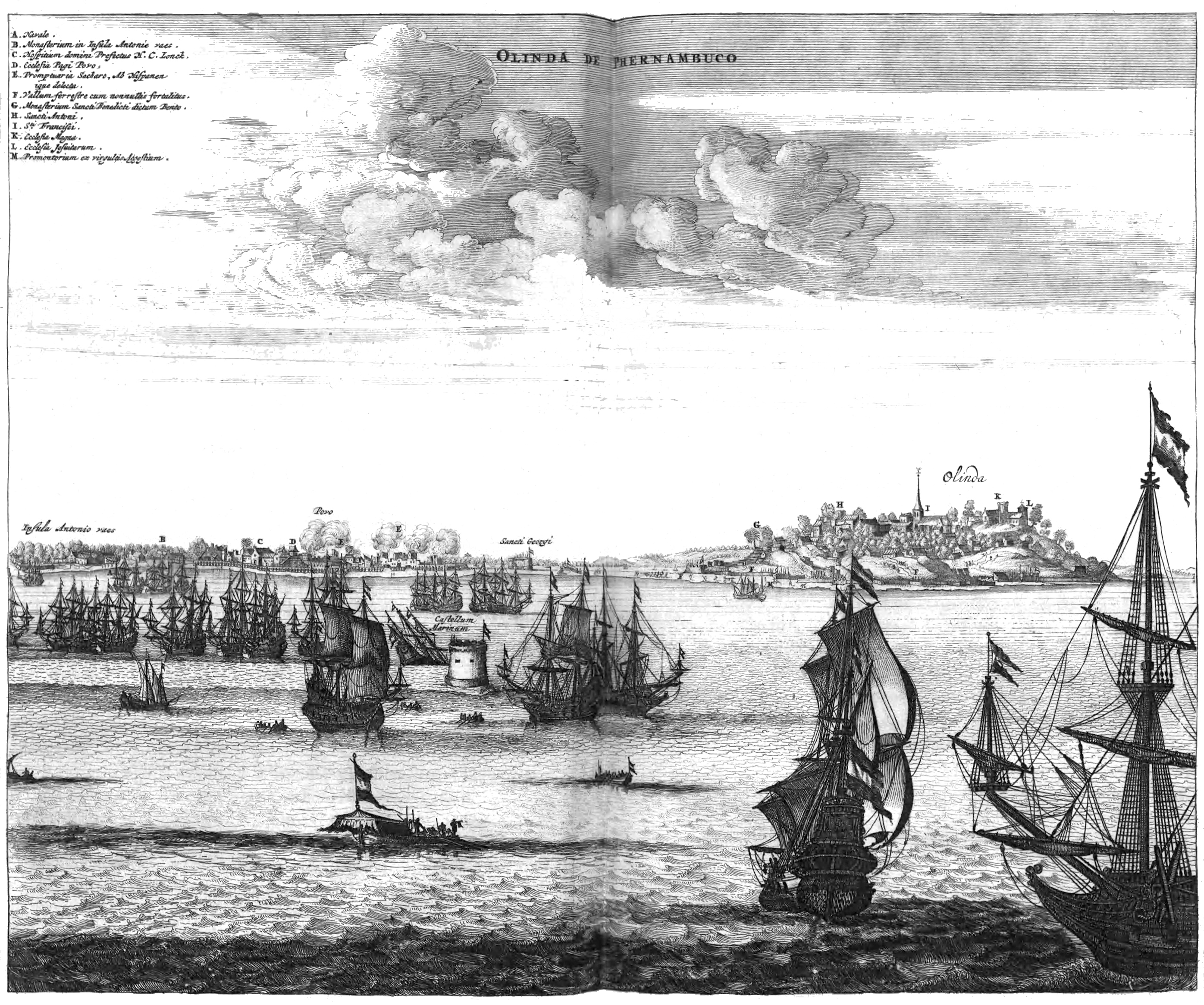
1630: Gravura neerlandesa mostrando o cerco a Olinda

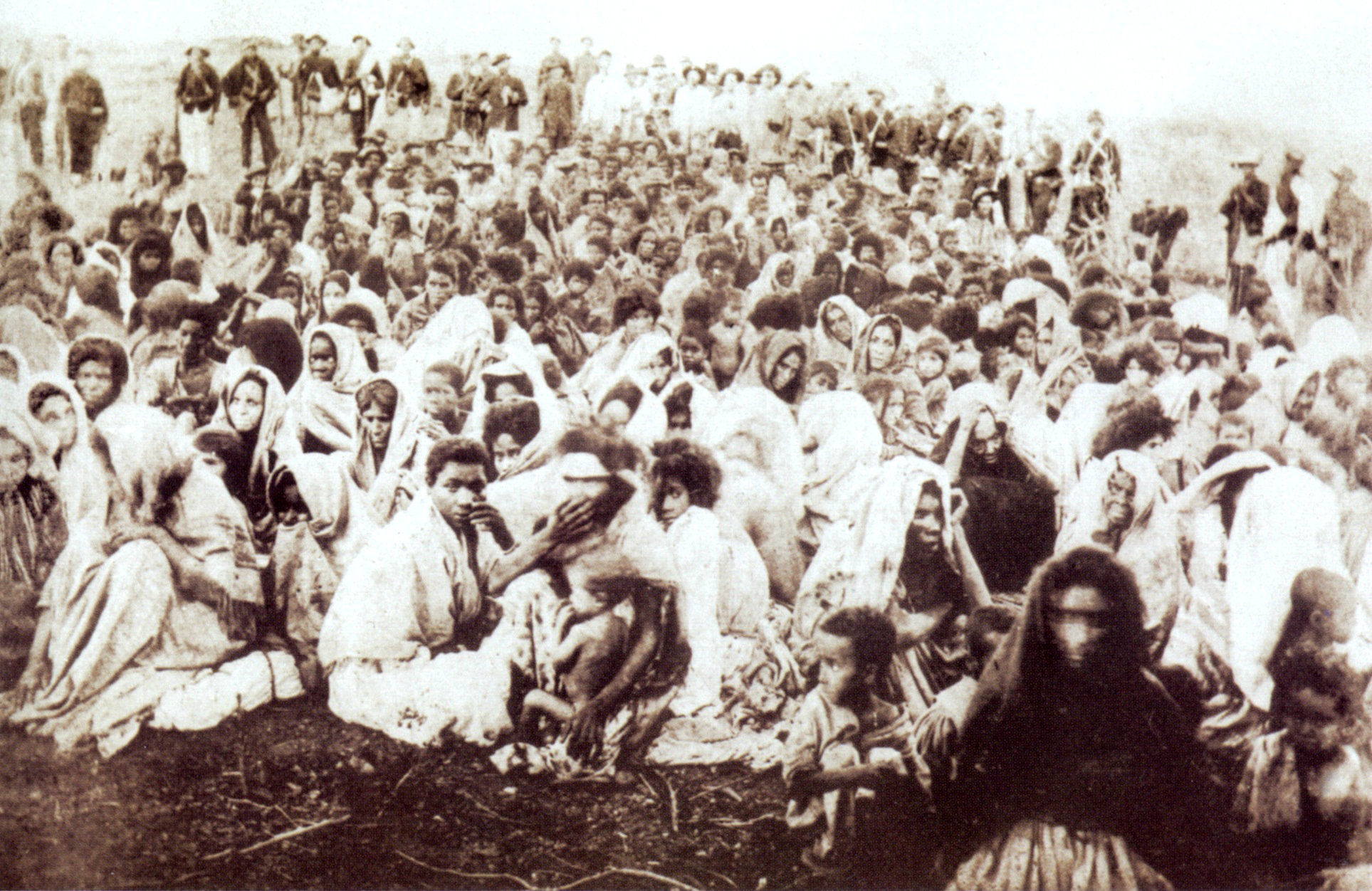
1897: População sobrevivente do conflito em Canudos, sufocado pelo Exército Brasileiro

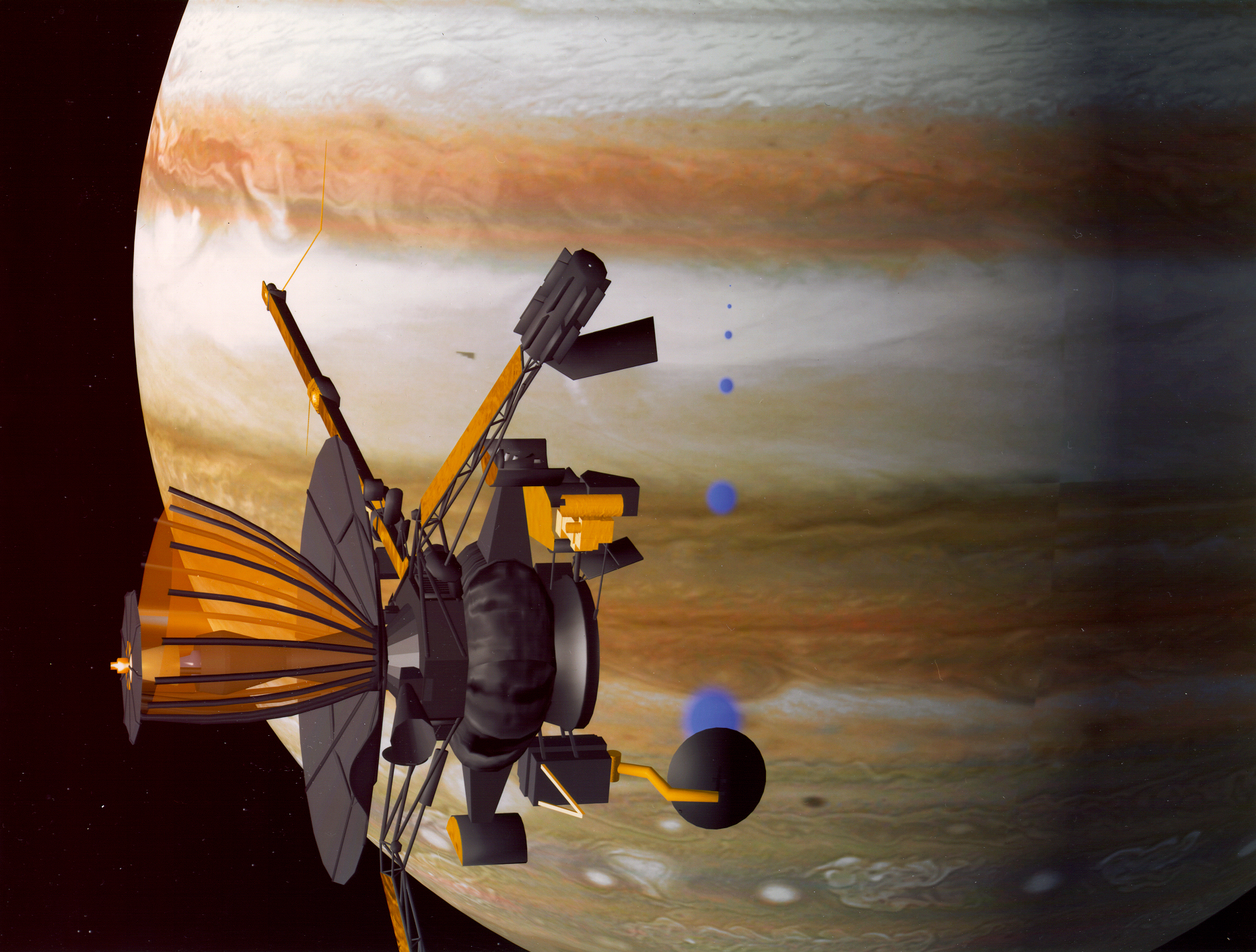
1998: A sonda Galileu chega a Júpiter. Arte:NASA

- 0537 — Cerco de Roma: O exército ostrogodo sob o comando do rei Vitige inicia o cerco da capital.[1]
- 0986 — Luís V torna-se o último rei carolíngio da Frância Ocidental após a morte de seu pai, Lotário.[2]
- 1331 — Queda de Niceia para os turcos otomanos após um cerco.[3]
- 1458 — Jorge de Poděbrady é escolhido para ser o rei da Boêmia.
- 1476 — Guerras da Borgonha: a Antiga Confederação Suíça vence a Carlos, o Ousado, Duque da Borgonha.[4]
- 1484 — Colégio de Armas é formalmente incorporado pela Carta Régia assinada pelo rei Ricardo III da Inglaterra.
- 1498 — Navegador e explorador português Vasco da Gama completa o contorno da costa africana e aporta na Ilha de Moçambique.
- 1630 — Invasões holandesas do Brasil: holandeses tomam o Forte de São Jorge Velho, Recife.
- 1657 — Grande incêndio de Meireiki: um incêndio em Edo (atual Tóquio), no Japão, provoca mais de 100 000 mortes e dura três dias.
- 1807 — O Congresso dos Estados Unidos aprova a Lei de Proibição da Importação de Escravos, proibindo a importação de novos escravos para o país.[5]
- 1811 — Guerra de Independência da Argentina: uma frota monarquista derrota uma pequena flotilha de navios revolucionários na Batalha de San Nicolás, no Rio da Prata.[6]
- 1836 — Revolução do Texas: é adotada a Declaração de independência da República do Texas do México.
- 1855 — Alexandre II torna-se imperador da Rússia.
- 1882 — A Rainha Vitória escapa por pouco de uma tentativa de assassinato de Roderick Maclean em Windsor.
- 1896 — Batalha de Adwa: o Exército Italiano é derrotado pelo Exército Etíope em Adwa, Etiópia.
- 1867 — O Congresso dos Estados Unidos aprova a primeira Lei de Reconstrução.[7]
- 1897 — Guerra de Canudos: um terceiro ataque é realizado pela expedição de Antônio Moreira César, composta de 1 200 homens.
- 1901
  - Congresso dos Estados Unidos aprova a Emenda Platt, limitando a autonomia de Cuba como condição para a retirada das tropas americanas.
  - A United States Steel Corporation é fundada como resultado da fusão entre a Carnegie Steel Company e a Federal Steel Company, que se tornou a primeira corporação do mundo com um capital de mercado superior a US$ 1 bilhão.
- 1917 — A promulgação da Lei Jones-Shafroth concede aos porto-riquenhos a cidadania dos Estados Unidos.[8]
- 1919 — Primeira Internacional Comunista se reúne em Moscou.
- 1921 — É nomeado em Portugal o 29.º governo republicano, chefiado pelo presidente do Ministério Bernardino Machado.
- 1932 — O presidente finlandês Pehr Evind Svinhufvud faz um discurso no rádio, que quatro dias depois finalmente encerra a Rebelião de Mäntsälä e o Movimento de Lapua de extrema direita que a iniciou.
- 1933 — King Kong estreia no Radio City Music Hall de Nova Iorque.
- 1939 — Cardeal Eugenio Pacelli é eleito papa e toma o nome de Pio XII.
- 1941 — Segunda Guerra Mundial: As primeiras unidades militares alemãs entram na Bulgária depois dela se juntar às Forças do Eixo.
- 1943 — Segunda Guerra Mundial: Batalha do Mar de Bismarck: Estados Unidos e as forças australianas afundam navios do comboio japonês.
- 1955 — Norodom Sihanouk, rei do Camboja, abdica do trono em favor de seu pai, Norodom Suramarit.
- 1956 — Marrocos declara sua independência da França.
- 1962 — Na Birmânia, o exército liderado pelo general Ne Win toma o poder em um golpe de Estado.
- 1965 — Tem início a Operação Rolling Thunder, uma campanha de bombardeio sustentado contra o Vietnã do Norte feita por forças aéreas e navais dos Estados Unidos e do Vietnã do Sul.
- 1969 — Em Toulouse, França, é realizado o primeiro voo de teste do Concorde.
- 1970 — Rodésia rompe formalmente seus vínculos com a Coroa britânica e declara-se uma república.
- 1972 — Sonda espacial Pioneer 10 é lançada de Cabo Canaveral, Flórida com a missão de explorar planetas distantes.
- 1977 — Líbia se torna a Jamahiriya Árabe Popular Socialista da Líbia, quando o Congresso Geral do Povo aprovou a "Declaração do Estabelecimento da Autoridade Popular".
- 1978
  - O tcheco Vladimír Remek se torna o primeiro homem não-russo e não-americano a ir para o espaço, quando é lançado a bordo da nave espacial soviética Soyuz 28.
  - O caixão do icônico ator Charlie Chaplin é roubado de seu túmulo na Suíça.[9]
- 1983 — CDs e players são lançados pela primeira vez nos Estados Unidos e em outros mercados. Anteriormente, estavam disponíveis apenas no Japão.
- 1989 — Doze nações da Comunidade Económica Europeia concordam em banir a produção de todos os clorofluorcarbonetos (CFCs) até o fim do século.
- 1990 — Nelson Mandela é eleito vice-presidente do Congresso Nacional Africano.
- 1991 — Batalha no campo de petróleo de Rumaila põe fim à Guerra do Golfo de 1991.[10]
- 1992
  - Início da Guerra da Transnístria.
  - Armênia, Azerbaijão, Cazaquistão, Quirguistão, Moldávia, San Marino, Tajiquistão, Turquemenistão e Uzbequistão tornam-se membros da Nações Unidas.
- 1995
  - Pesquisadores do Fermilab anunciam a descoberta do quark top.
- 1996 — Os integrantes da banda de rock brasileira Mamonas Assassinas morrem em um acidente aéreo na Serra da Cantareira em São Paulo.
- 1998 — Dados enviados da sonda espacial Galileu indicam que a lua de Júpiter, Europa tem um oceano líquido sob uma grossa camada de gelo.
- 2002 — Guerra afegã-americana: início da Operação Anaconda, que termina em 19 de março depois de matar 500 militantes talibãs e da Al-Qaeda, com 11 mortes nas tropas ocidentais.
- 2004 — Guerra do Iraque: Al-Qaeda realiza o Massacre de Ashoura no Iraque, matando 170 pessoas e ferindo mais de 500.
- 2008 — Hugo Chávez e Rafael Correa, presidentes da Venezuela e do Equador, fecham suas embaixadas na Colômbia e mobilizam tropas na fronteira entre os três países, provocando grave crise diplomática entre os três países.
- 2017
  - Elementos moscóvio, tenesso e oganesson são adicionados oficialmente à tabela periódica em uma conferência em Moscou, Rússia.
  - Exército Sírio, com apoio da Força Aérea Russa, retoma pela segunda vez o controle de Palmira do Estado Islâmico.
- 2025 — Na 97.ª edição do Oscar, o filme Ainda Estou Aqui conquista a categoria de Melhor Filme Internacional, sendo o primeiro filme brasileiro a levar uma estatueta na história.

## Nascimentos

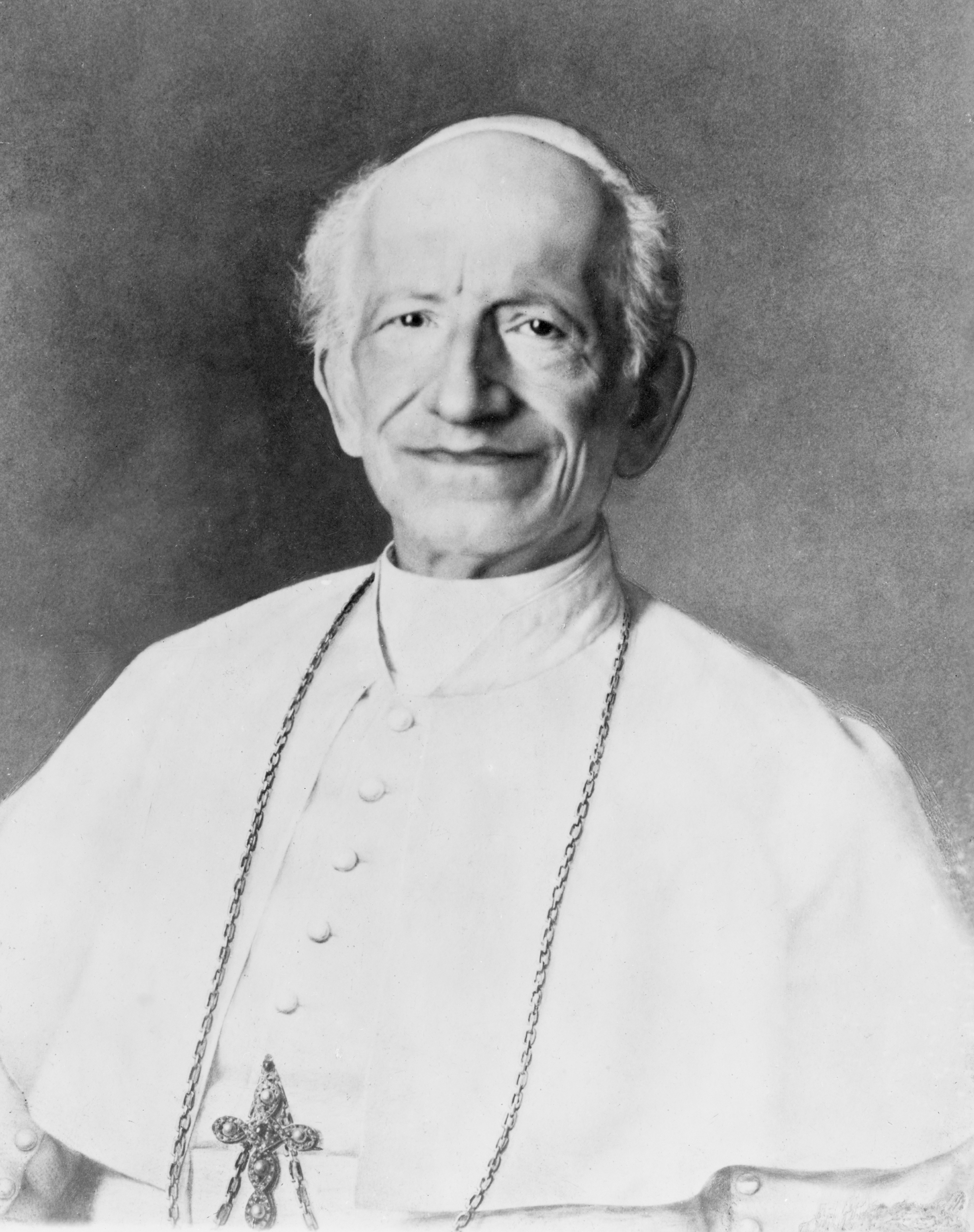
Papa Leão XIII

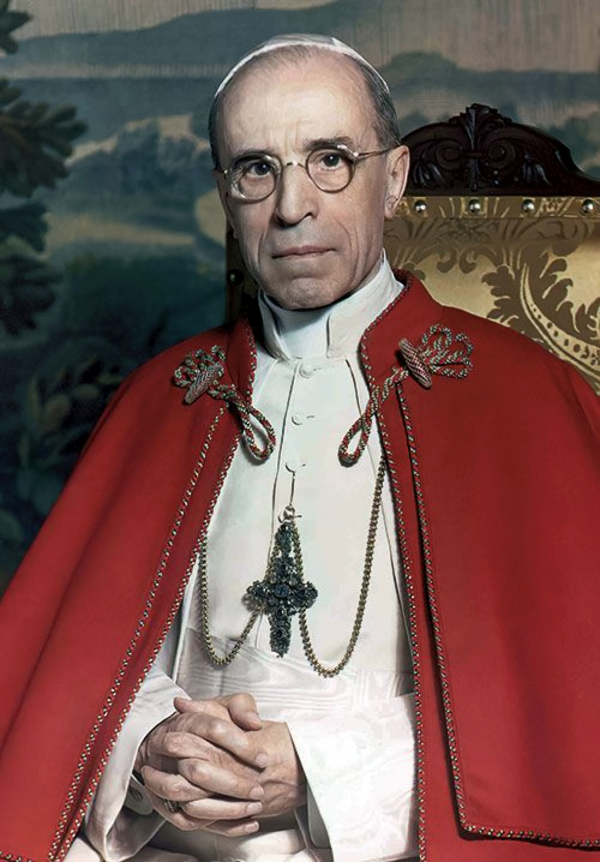
Papa Pio XII

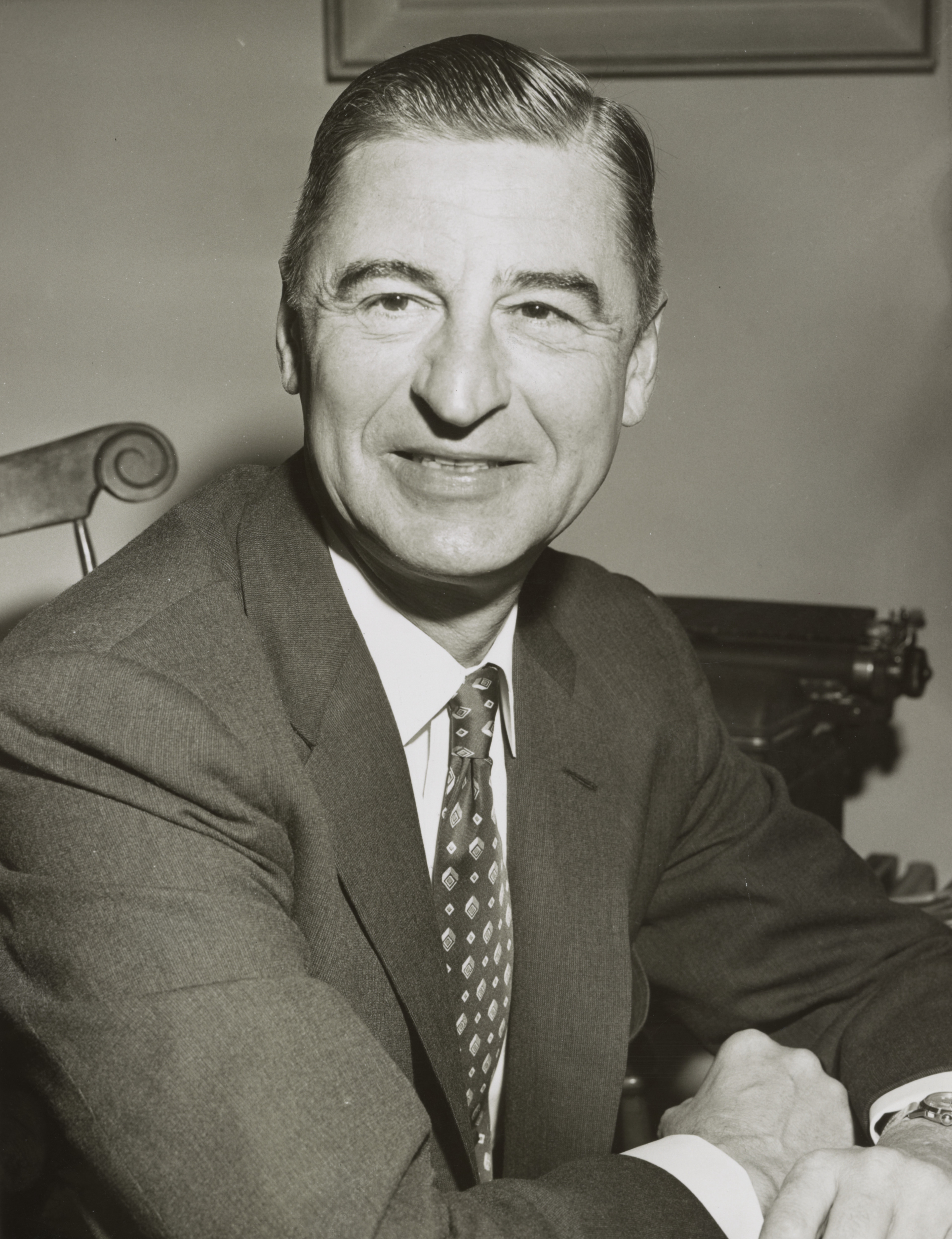
Dr. Seuss

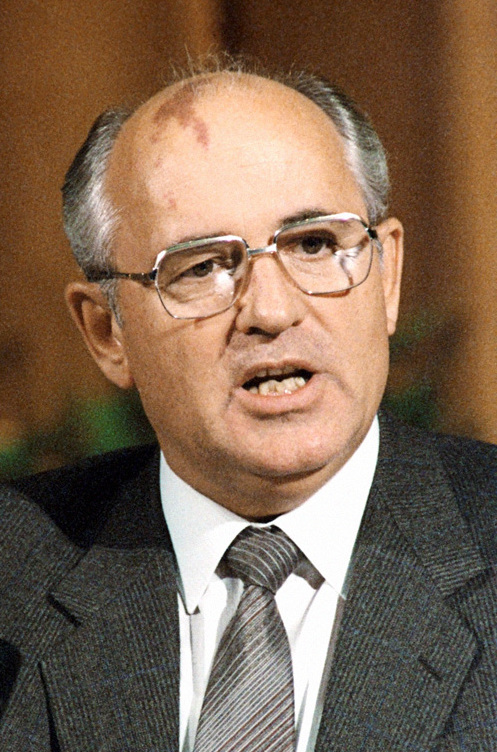
Mikhail Gorbatchov

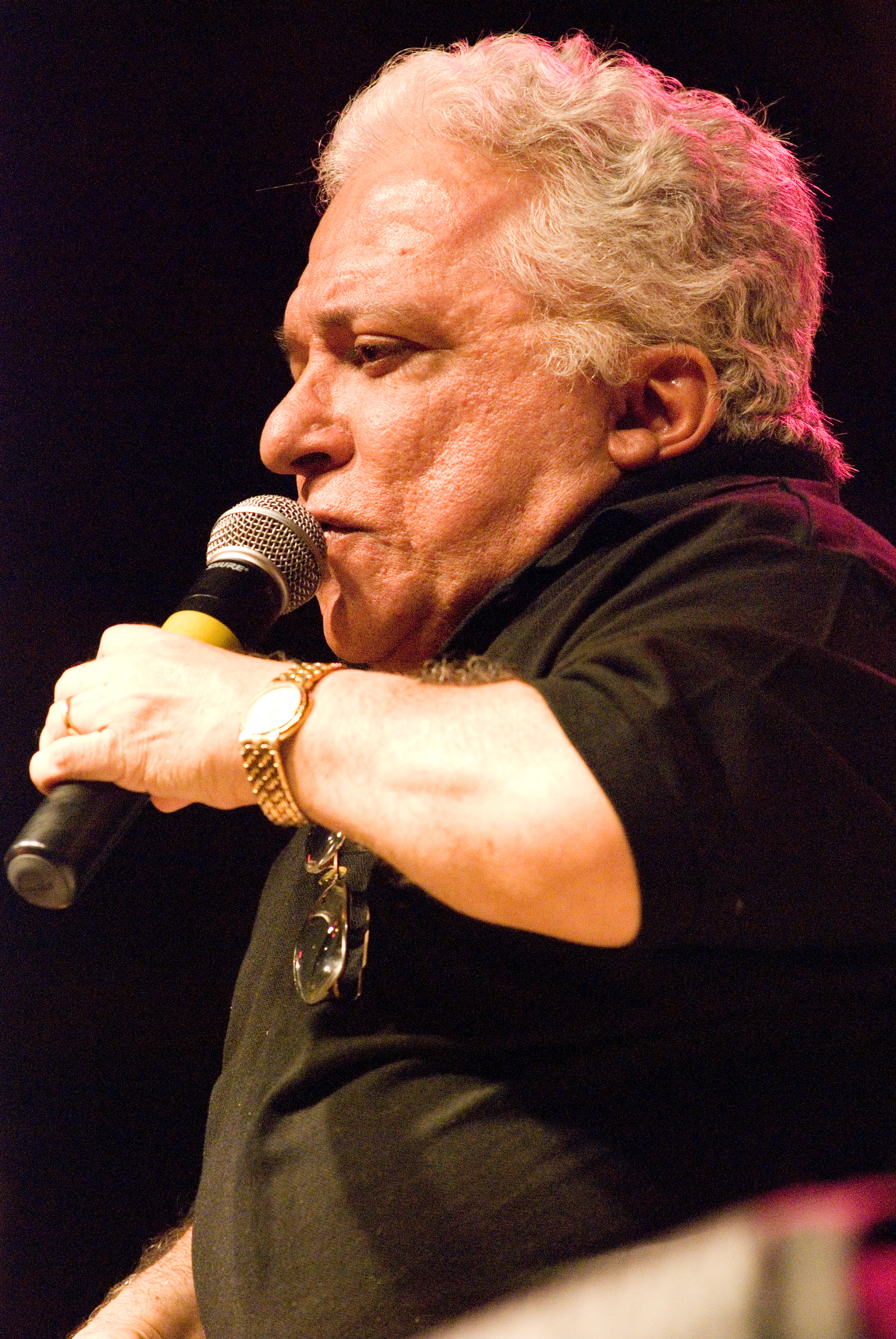
Nelson Ned

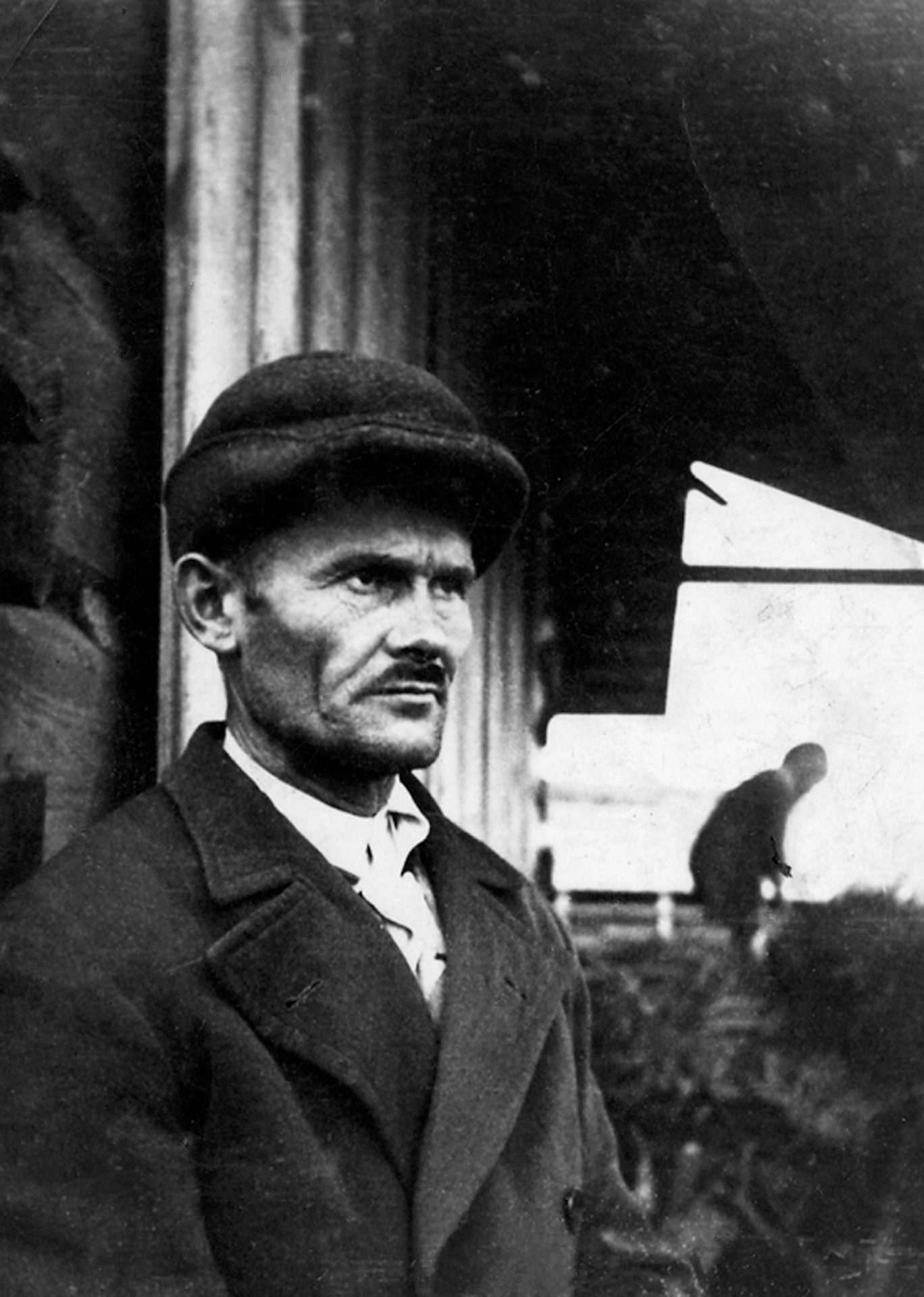
Józef Ulma

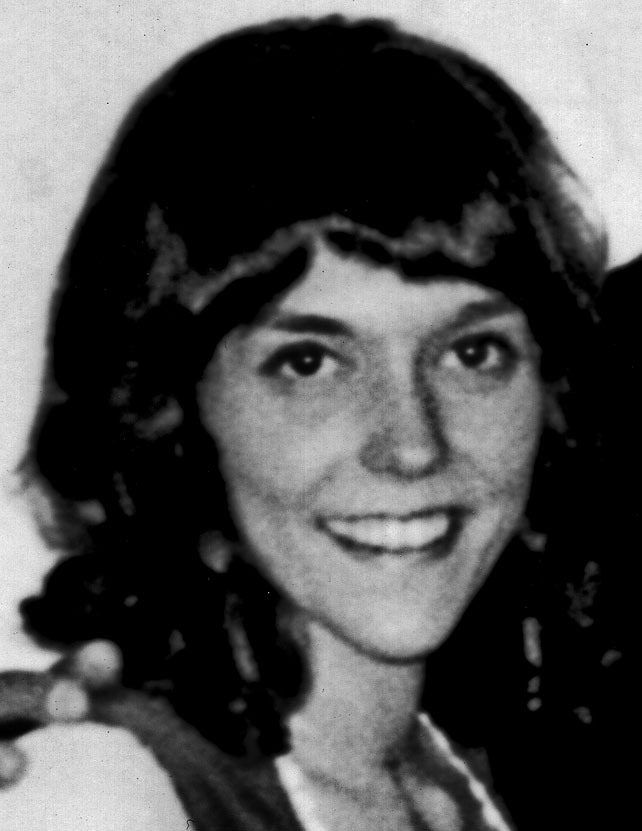
Karen Carpenter

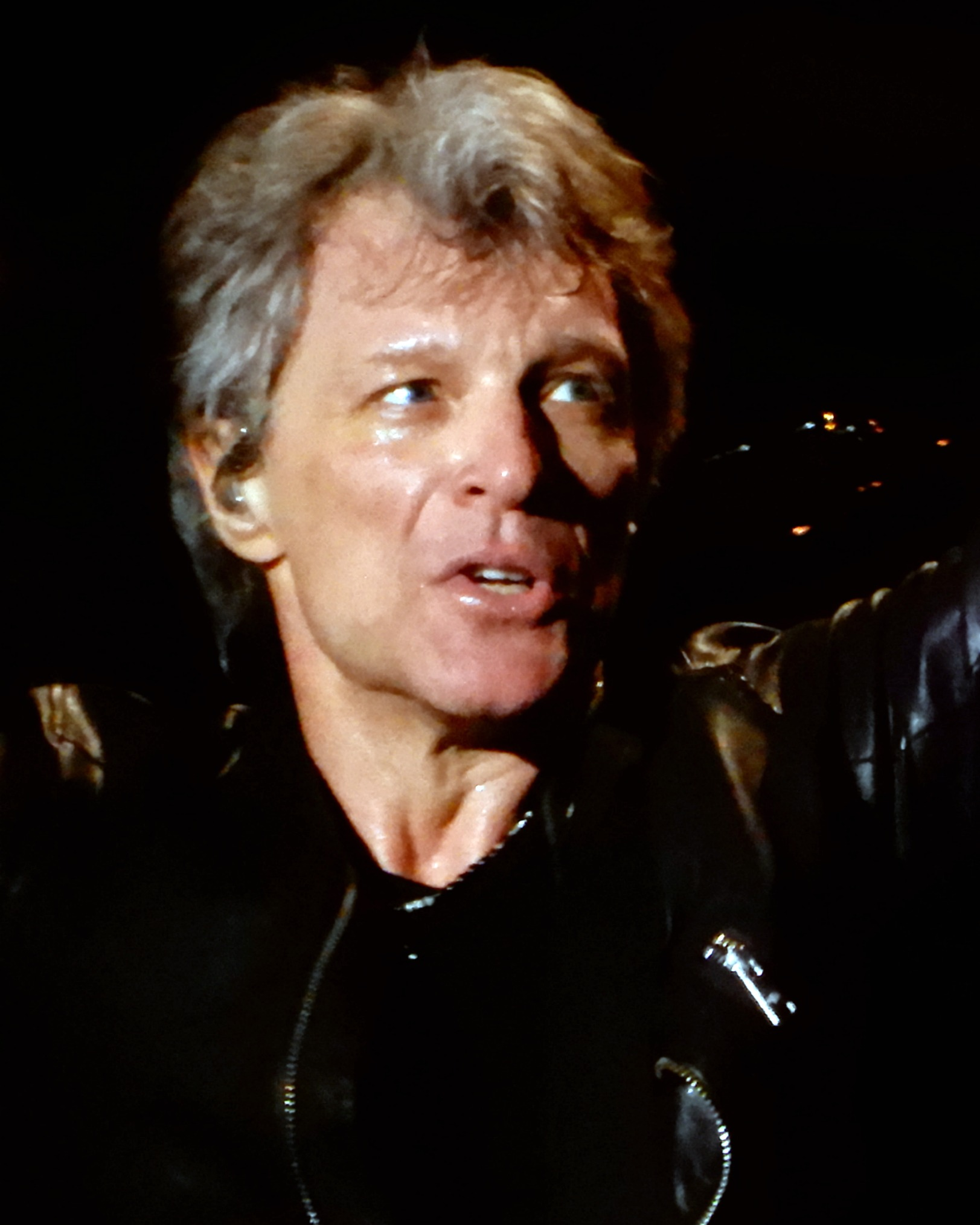
Jon Bon Jovi

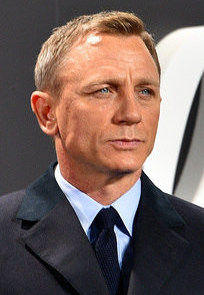
Daniel Craig

### Anteriores ao século XIX
- 0480 — Bento de Núrsia, monge e santo italiano, fundador da Ordem dos Beneditinos (m. 547).
- 1316 — Roberto II da Escócia (m. 1390).
- 1409 — João II d'Alençon (m. 1476).
- 1459 — Papa Adriano VI (m. 1523).
- 1481 — Franz von Sickingen, nobre alemão (m. 1523).
- 1585 — Juan Macías, santo espanhol (m. 1645).
- 1702 — Henriqueta Maria de Brandemburgo-Schwedt, princesa hereditária de Württemberg (m. 1782).
- 1707 — Louis-Michel van Loo, pintor francês (m. 1771).
- 1756 — Vincent-Marie Viénot de Vaublanc, político francês (m. 1845).
- 1760 — Camille Desmoulins, jornalista e político francês (m. 1794).
- 1769 — DeWitt Clinton, advogado e político americano (m. 1828).
- 1770 — Louis-Gabriel Suchet, general francês (m. 1826).
- 1779 — Joel Roberts Poinsett, médico e político americano (m. 1851).
- 1793 — Sam Houston, militar e político americano (m. 1863).
- 1797 — Étienne Mulsant, entomólogo e bibliotecário francês (m. 1880).
- 1800 — Ievgueni Baratynski, poeta e filósofo russo-italiano (m. 1844).

### Século XIX
- 1806 — Francisco Pereira de Macedo, nobre brasileiro (m. 1888).
- 1810 — Papa Leão XIII (m. 1903).
- 1812 — Carl Edvard Rotwitt, político dinamarquês (m. 1860).
- 1816 — Alexander H. Bullock, advogado e político americano (m. 1882).
- 1817 — János Arany, jornalista e poeta húngaro (m. 1882).
- 1820 — Multatuli, escritor neerlandês (m. 1887).
- 1821 — George Linnaeus Banks, jornalista e dramaturgo britânico (m. 1881).
- 1824 — Bedřich Smetana, pianista e compositor tcheco (m. 1884).
- 1829 — William Boyd Allison, político estado-unidense (m. 1908).
- 1841 — Anne Elizabeth Darwin, jovem britânica (m. 1851).
- 1842 — Carl Jacobsen, cervejeiro, colecionador de arte e filantropo dinamarquês (m. 1914).
- 1843
  - Quintino Francisco da Costa, político brasileiro (m. 1897).
  - Maria Clotilde de Saboia (m. 1911).
- 1857 — Achille Loria, economista italiano (m. 1943).
- 1859 — Sholom Aleichem, escritor e dramaturgo ucraniano-americano (m. 1916).
- 1860
  - Susanna M. Salter, ativista e política americana (m. 1961).
  - Dinis Moreira da Mota, engenheiro civil e político português (m. 1914).
- 1868 — Edmund Schulthess, político suíço (m. 1944).
- 1874 — Carl Schlechter, enxadrista austríaco (m. 1918).
- 1876 — Papa Pio XII (m. 1958).
- 1877 — Luigi Maglione, prelado italiano (m. 1944).
- 1880
  - Mitsumasa Yonai, político japonês (m. 1948).
  - Alfred J. Lotka, matemático, físico-químico e estatístico estadunidense (m. 1949).
- 1885 — Robert Stephen Adamson, botânico britânico (m. 1965).
- 1886
  - Kurt Grelling, lógico e filósofo alemão (m. 1942).
  - Friedebert Tuglas, escritor, crítico e tradutor estoniano (m. 1971).
  - Vittorio Pozzo, treinador de futebol italiano (m. 1968).
- 1888 — Cornelius Biezeno, professor neerlandês (m. 1975).
- 1889 — Cásper Líbero, jornalista brasileiro (m. 1943).
- 1893 — Eliyahu Golomb, ativista sionista russo (m. 1945).
- 1894 — Aleksandr Oparin, biólogo e bioquímico soviético (m. 1980).
- 1895 — Eduardo Cansino, ator e dançarino espanhol (m. 1968).
- 1898 — Amélia Rey Colaço, encenadora e actriz portuguesa (m. 1990).
- 1899 — Altamiro Guimarães, político brasileiro (m. 1946).
- 1900
  - Kurt Weill, pianista e compositor teuto-americano (m. 1950).
  - Józef Ulma, agricultor polonês (m. 1944).

### Século XX

#### 1901–1950
- 1901
  - Grete Hermann, matemática e filósofa alemã (m. 1984).
  - Annes Gualberto, político brasileiro (m. 1968).
- 1902
  - Moe Berg, jogador de beisebol e espião americano (m. 1972).
  - Edward Condon, físico e acadêmico americano (m. 1974).
- 1904
  - Dr. Seuss, escritor, poeta e ilustrador de livros infantis americano (m. 1991).
  - Henry Dreyfuss, desenhista industrial estado-unidense (m. 1972).
  - Elsie Dubugras, jornalista brasileira (m. 2006).
- 1907 — Diná de Oliveira, atriz, pianista e compositora brasileira (m. 1998).
- 1908 — Walter Bruch, engenheiro alemão (m. 1990).
- 1909 — Mel Ott, jogador de beisebol, treinador e locutor esportivo americano (m. 1958).
- 1910 — Raffaele Aurini, historiador italiano (m. 1974).
- 1913 — Celedonio Romero, violonista, compositor e poeta espanhol (m. 1996).
- 1914 — Martin Ritt, ator e diretor de cinema americano (m. 1990).
- 1917 — Desi Arnaz, ator, cantor e produtor cubano-americano (m. 1986).
- 1919 — Jennifer Jones, atriz estado-unidense (m. 2009).
- 1921
  - Kazimierz Górski, futebolista e treinador polonês (m. 2006).
  - Ernst Haas, fotógrafo e jornalista austríaco-americano (m. 1986).
- 1922 — Frances Spence, programadora de computador americana (m. 2012).
- 1923 — George Basil Hume, cardeal britânico (m. 1999).
- 1924 — Fernando Augusto de Freitas Mota Luso Soares, ficcionista, ensaísta e dramaturgo português (m. 2004).
- 1926
  - Murray Rothbard, economista e historiador americano (m. 1995).
  - Bernard Agré, cardeal marfinense (m. 2014).
- 1927
  - Roger Walkowiak, ciclista e economista francês (m. 2017).
  - Ibrahim Abi-Ackel, político brasileiro.
- 1930 — Tom Wolfe, jornalista e escritor estadunidense (m. 2018).
- 1931 — Mikhail Gorbatchov, advogado e político russo, ganhador do Prêmio Nobel (m. 2022).
- 1932 — Frank E. Petersen, militar estado-unidense (m. 2015).
- 1937
  - Abdelaziz Bouteflika, militar e político argelino (m. 2021).
  - Fera da Penha, assassina brasileira (m. 2023).
- 1938
  - Ricardo Lagos, economista, advogado e político chileno.
  - Marcelo Portugal Gouvêa, dirigente esportivo brasileiro (m. 2008).
- 1940 — Billy McNeill, futebolista britânico (m. 2019).
- 1941 — José de Paiva Netto, líder religioso brasileiro.
- 1942
  - Lou Reed, cantor, compositor, guitarrista, produtor e ator estadunidense (m. 2013).
  - John Irving, romancista e roteirista estado-unidense.
  - Mir Hussein Mussavi, arquiteto e político iraniano.
- 1943
  - Peter Straub, escritor e poeta estado-unidense (m. 2022).
  - Jackson C. Frank, músico estado-unidense (m. 1999).
  - Allen Brown, jogador de futebol americano estadunidense (m. 2020).
- 1944
  - Daniel de Sá, escritor português (m. 2013).
  - Ali Bin Nasser, ex-árbitro de futebol tunisiano.
- 1947 – Nelson Ned, cantor e compositor brasileiro (m. 2014).
- 1948
  - Larry Carlton, guitarrista e compositor americano.
  - Rory Gallagher, cantor, compositor, guitarrista e produtor irlandês (m. 1995).
  - Andrei Linde, físico russo.
- 1949
  - Gates McFadden, atriz estado-unidense.
  - Francisco Robles Ortega, religioso mexicano.
- 1950
  - José Sylvio Fiolo, ex-nadador brasileiro.
  - Karen Carpenter, cantora estado-unidense (m. 1983).
  - Maurício Menezes, jornalista brasileiro.

#### 1951–2000
- 1951 — Dean Barrow, político belizenho.
- 1952
  - Mark Evanier, escritor e roteirista americano.
  - Laraine Newman, atriz e comediante americana.
  - José Carlos Amaral Vieira, compositor e pianista brasileiro.
  - Martin J. Chávez, político estado-unidense.
  - Porca Véia, cantor e gaiteiro brasileiro (m. 2020).
- 1953
  - Russ Feingold, advogado e político americano.
  - Zilda Mayo, atriz brasileira.
- 1955 — Shoko Asahara, religioso budista japonês (m. 2018).
- 1956
  - John Cowsill, músico, compositor e produtor americano.
  - Tânia Bondezan, atriz brasileira.
  - Mark Evans, baixista de rock australiano.
  - Eduardo Rodríguez Veltzé, político boliviano.
- 1957 — Mark Dean, inventor e engenheiro da computação americano.
- 1958
  - Kevin Curren, tenista sul-afro-americano.
  - Ian Woosnam, jogador de golfe britânico.
  - Abdullah Musa, ex-futebolista emiradense.
- 1960
  - Peter F. Hamilton, escritor britânico.
  - Mikhail Tyurin, cosmonauta russo.
  - Debra Marshall, atriz estado-unidense.
- 1961
  - Simone Young, maestrina, diretora e compositora australiana.
  - Tomasz Tomczykiewicz, político polonês (m. 2015).
- 1962
  - Jon Bon Jovi, cantor, compositor, guitarrista, produtor e ator estadunidense.
  - Hiroyuki Morioka, escritor japonês.
  - Gabriele Tarquini, automobilista italiano.
- 1963 — Toni Platão, cantor e compositor brasileiro.
- 1964
  - Jaime Pizarro, ex-futebolista e treinador de futebol chileno.
  - Peter Cargill, futebolista jamaicano (m. 2005).
- 1965 — Ron Gant, jogador de beisebol e jornalista americano.
- 1966
  - Ann Leckie, escritora americana.
  - José Boto, diretor esportivo português.
- 1967
  - Garcia Júnior, dublador brasileiro.
  - Óscar Ferro, ex-futebolista uruguaio.
- 1968
  - Daniel Craig, ator e produtor britânico.
  - Alberto Belsué, ex-futebolista espanhol.
- 1970 — Ciriaco Sforza, ex-futebolista e treinador suíço.
- 1971
  - Method Man, rapper, produtor musical e ator americano.
  - Karel Rada, ex-futebolista checo.
  - Stefano Accorsi, ator italiano.
- 1972
  - Mauricio Pochettino, ex-futebolista e treinador de futebol argentino.
  - Richard Ruccolo, ator estado-unidense.
  - Kim Do-keun, ex-futebolista sul-coreano.
  - Sérgio Manoel, futebolista brasileiro.
  - Jokke Kangaskorpi, futebolista finlandês (m. 2009).
  - Alex Pinho, ex-futebolista brasileiro.
- 1973
  - Dejan Bodiroga, jogador de basquete sérvio.
  - Trevor Sinclair, ex-futebolista e treinador britânico.
- 1974 — Ante Razov, ex-futebolista estado-unidense.
- 1975
  - Noriyuki Haga, motociclista japonês.
  - Radu Niculescu, ex-futebolista romeno.
  - Lee Sun-kyun, ator sul-coreano (m. 2023).
- 1976
  - Benjamín Zarandona, ex-futebolista guinéu-equatoriano.
  - França, ex-futebolista brasileiro.
- 1977 — Chris Martin, cantor, compositor e produtor britânico.
- 1979
  - Damien Duff, ex-futebolista irlandês.
  - Francesco Tavano, ex-futebolista italiano.
  - Pedro Lamares, ator português.
- 1980
  - Rebel Wilson, atriz e roteirista australiana.
  - Édson Nobre, futebolista angolano.
  - Sunny Lane, atriz estado-unidense.
- 1981
  - Lance Cade, wrestler estado-unidense (m. 2010).
  - Bryce Dallas Howard, atriz estado-unidense.
- 1982
  - Ben Roethlisberger, jogador de futebol americano.
  - Corey Webster, jogador de futebol americano.
  - Andrés Rouga, futebolista venezuelano.
  - Alessandro Nunes Nascimento, futebolista brasileiro.
  - Kevin Kurányi, futebolista alemão.
  - Henrik Lundqvist, jogador de hóquei no gelo sueco.
- 1983
  - Deuce, cantor, compositor e produtor americano.
  - Lisandro López, futebolista argentino.
  - Paulo Nagamura, futebolista brasileiro.
  - Mitchell Prentice, futebolista australiano.
  - Carlos Berlocq, tenista argentino.
  - Honey Lee, modelo sul-coreana.
- 1984
  - Jong Tae-se, futebolista norte-coreano.
  - Marcelo dos Santos Marinho, futebolista brasileiro.
- 1985
  - Reggie Bush, jogador de futebol americano.
  - Luke Pritchard, músico britânico.
  - Shen Longyuan, futebolista chinês.
- 1986
  - Ethan Peck, ator estado-unidense.
  - Babacar Gueye, futebolista senegalês.
- 1987
  - Jonas Jerebko, jogador de basquete sueco.
  - Modibo Diakité, futebolista francês.
  - Solomon Okoronkwo, futebolista nigeriano.
  - Nukri Revishvili, futebolista georgiano.
- 1988
  - Vito Mannone, futebolista italiano.
  - Bruno Pereirinha, futebolista português.
  - Matthew Mitcham, atleta australiano.
  - Jonas Gelžinis, automobilista lituano.
  - James Arthur, cantor e compositor britânico.
- 1989
  - André Filipe Bernardes Santos, futebolista português.
  - Toby Alderweireld, futebolista belga.
  - Marcel Hirscher, esquiador austríaco.
- 1990
  - Malcolm Butler, jogador de futebol americano.
  - Luis Advíncula, futebolista peruano.
  - Adderly Fong, automobilista chinês.
- 1997 — Becky G, cantora e atriz estadunidense.
- 1998 — Flóra Molnár, nadadora húngara.
- 1999 — Chumi, futebolista espanhol.
- 2000 — Mateu Morey, futebolista espanhol.

### Século XXI
- 2003 — Pandelela Rinong, saltadora da Malásia.
- 2016 — Óscar, Duque da Escânia e príncipe da Suécia.

## Mortes

### Anteriores ao século XIX
- 0274 — Manes, profeta persa (n. 216).
- 0986 — Lotário, rei da Frância Ocidental (n. 941).
- 1121 — Florêncio II, Conde da Holanda (n. 1085).
- 1316 — Margarida de Bruce, princesa da Escócia (n. 1296).
- 1572 — Mem de Sá, fidalgo e administrador colonial português (n. 1500).
- 1589 — Alessandro Farnese, cardeal e diplomata italiano (n. 1520).
- 1619 — Ana da Dinamarca, rainha da Escócia (n. 1574).
- 1769 — Luísa Albertina de Eslésvico-Holsácia-Sonderburgo-Plön (n. 1748).
- 1782 — Sofia de França, duquesa de Louvois (n. 1734).
- 1783 — Francisco Salzillo, escultor espanhol (n. 1707).
- 1791 — John Wesley, clérigo e teólogo britânico (n. 1703).
- 1793 — Carl Gustaf Pilo, pintor e acadêmico sueco-dinamarquês (n. 1711).
- 1797 — Horace Walpole, historiador e político britânico (n. 1717).

### Século XIX
- 1814 — Sousa Caldas, poeta e religioso brasileiro (n. 1762).
- 1817 — Theodosia Meade, Condessa de Clanwilliam (n. 1743).
- 1829 — Josefa Ortíz de Domínguez, revolucionária mexicana (n. 1768).
- 1830 — Samuel Thomas von Sömmerring, médico, anatomista e antropólogo alemão (n. 1755).
- 1835 — Francisco I da Áustria (n. 1768).
- 1840
  - Heinrich Olbers, médico e astrônomo alemão (n. 1758).
  - Zerah Colburn, pastor metodista estadunidense (n. 1804).
- 1841 — José Elói Pessoa, militar e político brasileiro (n. 1792).
- 1850 — Grandjean de Montigny, arquiteto francês (n. 1776).
- 1855 — Nicolau I da Rússia (n. 1796).
- 1870 — João Moniz Barreto do Couto, militar português (n. 1800).
- 1871 — Antoine Léon Morel-Fatio, pintor francês (n. 1810).
- 1873 — Polidoro do Amaral e Silva, político brasileiro (n. 1793).
- 1887 — August Wilhelm Eichler, botânico alemão (n. 1839).
- 1894 — Jubal Early, general norte-americano (n. 1816).
- 1895
  - Berthe Morisot, pintora impressionista francesa (n. 1841).
  - Ismail Paxá, político egípcio (n. 1830).
- 1900 — António Serpa, político português (n. 1825).

### Século XX
- 1902 — Pedro Leão Veloso, juiz, jornalista e político brasileiro (n. 1828).
- 1903
  - Inácio Antônio de Assis Martins, juiz e político brasileiro (n. 1839).
  - Rafael Zaldívar, político salvadorenho (n. 1884).
- 1905 — José Agostinho Moreira Guimarães, político brasileiro (n. 1824).
- 1916 — Isabel de Wied, rainha romena (n. 1843).
- 1918 — Hubert Howe Bancroft, historiador e etnólogo americano (n. 1832).
- 1922 — Antônio João de Amorim, diplomata brasileiro (n. 1851).
- 1923 — Eduardo Carlos Pereira, filólogo brasileiro (n. 1855).
- 1930
  - D. H. Lawrence, romancista, poeta, dramaturgo e crítico britânico (n. 1885).
  - Peter Norman Nissen, engenheiro canadense (n. 1871).
- 1932 — Leopoldo Fróes, ator brasileiro (n. 1882).
- 1935 — Porfírio Pereira Fraga, nobre brasileiro (n. 1836).
- 1936
  - Elza Fernandes, militante política (n. 1916).
  - Vitória Melita de Saxe-Coburgo-Gota, nobre britânica (n. 1876).
- 1939 — Howard Carter, arqueólogo e egiptólogo britânico (n. 1874).
- 1942 — Charlie Christian, músico estado-unidense (n. 1916).
- 1945 — Emily Carr, pintora e escritora canadense (n. 1871).
- 1946 — Manuel Rodrigues Júnior, político português (n. 1889).
- 1947 — Raul Leitão da Cunha, político brasileiro (n. 1881).
- 1949 — Sarojini Naidu, poetisa e ativista indiana (n. 1879).
- 1953 — James Lightbody, corredor americano (n. 1882).
- 1960 — Arthur Louis Day, geofísico estado-unidense (n. 1869).
- 1962 — Charles-Jean de La Vallée Poussin, matemático e acadêmico belga (n. 1866).
- 1967 — Azorín, escritor e crítico espanhol (n. 1873).
- 1973 — Benedito Valadares, político brasileiro (n. 1892).
- 1974 — Salvador Puig Antich, anarquista espanhol (n. 1948).
- 1976 — Jaime Nogueira Pinheiro, banqueiro e industrial brasileiro (n. 1915).
- 1982 — Philip K. Dick, filósofo e escritor americano (n. 1928).
- 1985 — Xosé María Álvarez Blázquez, escritor, arqueólogo e editor espanhol (n. 1915).
- 1987
  - Randolph Scott, ator e diretor estadunidense (n. 1898).
  - Lolo Soetoro, geógrafo e acadêmico indonésio (n. 1935).
- 1991
  - Lou Sullivan, autor e ativista americano (n. 1951).
  - Serge Gainsbourg, cantor, compositor, ator e diretor francês (n. 1928).
- 1992 — Sandy Dennis, atriz estado-unidense (n. 1937).
- 1994 — Anita Morris, atriz, cantora e dançarina americana (n. 1943).
- 1996
  - Dinho, cantor brasileiro (n. 1971).
  - Bento Hinoto, guitarrista brasileiro (n. 1970).
  - Samuel Reoli, baixista brasileiro (n. 1973).
  - Sérgio Reoli, baterista brasileiro (n. 1969).
  - Júlio Rasec, tecladista brasileiro (n. 1968).
- 1998 — Maria Dezonne Pacheco Fernandes, escritora brasileira (n. 1904).
- 1999 — Dusty Springfield, cantora britânica (n. 1939).
- 2000
  - Sandra Schmirler, curler canadense (n. 1963).
  - Artur Pereira e Oliveira, médico e escritor brasileiro (n. 1909).

### Século XXI
- 2003
  - Hank Ballard, cantor e compositor americano (n. 1927).
  - Jenner Augusto, pintor brasileiro (n. 1924).
  - Malcolm Williamson, pianista e compositor australiano (n. 1931).
- 2004
  - Mercedes McCambridge, atriz estado-unidense (n. 1916).
  - Lino Schiefferdecker, chefe escoteiro brasileiro (n. 1925).
- 2006 — Elsie Dubugras, jornalista brasileira (n. 1904).
- 2007
  - Thomas S. Kleppe, militar e político americano (n. 1919).
  - João Alfacinha da Silva, escritor, jornalista, publicitário e dramaturgo português (n. 1949).
  - Henri Troyat, historiador e escritor russo-francês (n. 1911).
  - Madi Phala, artista e designer sul-africano (n. 1955).
- 2008 — Jeff Healey, cantor, compositor e violonista canadense (n. 1966).
- 2009
  - Nino Vieira, político bissau-guineense (n. 1939).
  - Alexandre Léontieff, político francês (n. 1939).
- 2010 — Winston Churchill, jornalista e político britânico (n. 1940).
- 2011 — Shahbaz Bhatti, político paquistanês (n. 1968).
- 2012 — James Q. Wilson, cientista político e acadêmico americano (n. 1931).
- 2015 — Dave Mackay, futebolista e treinador britânico (n. 1934).
- 2018 — Billy Herrington, ator americano (n. 1969).
- 2021 — Bunny Wailer, músico jamaicano (n. 1947).

## Feriados e eventos cíclicos

### Angola
- Dia da mulher angolana

### Brasil
- Aniversário de Uberaba, Minas Gerais
- Aniversário de Ibitiara, Bahia

### Portugal
- Estabelecimento e denominação da sede de concelho - Feriado Municipal de Vila Nova de Paiva

### Internacional
- Dia da independência - Marrocos

### Fé Bahá'í
- Festa de 'Alá (sublimidade) – primeiro dia do 19.º mês do Calendário bahá´í
- Início do jejum (do nascer do sol ao pôr do sol por dezenove dias)

### Cristianismo
- Inês de Praga
- Papa Simplício

## Outros calendários
- No calendário romano era o 6.º dia (VI) antes das nonas de março.
- No calendário litúrgico tem a letra dominical E para o dia da semana.
- No calendário gregoriano a epacta do dia é xxix.